# Électrojet
Un électrojet est un courant électrique qui se déplace autour de la couche E de l'ionosphère. Il y a deux électrojets : au-dessus de l'équateur magnétique (l'électrojet équatorial) et à proximité des cercles polaires Nord et Sud (Aurorale Electrojets).
Les électrojets sont des courants de Hall menés principalement par des électrons à une altitude de 100 à 150 km. Dans cette région, la gyro fréquence des électrons (fréquence de Larmor) est beaucoup plus grande que la fréquence de collision électron-neutre. En revanche, les ions principaux de la couche (ions O2+ et N+) ont une gyrofréquence beaucoup plus faible que la fréquence de collision ion-neutre.
Kristian Birkeland a été le premier à suggérer que les courants électriques polaires (ou aurorale electrojets) sont connectés à un système de filaments (maintenant appelé les « courants de Birkeland ») qui s'écoulent le long des lignes du champ magnétique en dehors de la région polaire.